# Молочай иволистный
Молоча́й иволи́стный (лат. Euphórbia salicifolia) — многолетнее травянистое растение; вид рода Молочай (Euphorbia) семейства Молочайные (Euphorbiaceae).

## Ботаническое описание
Растение 30—70 см высотой.

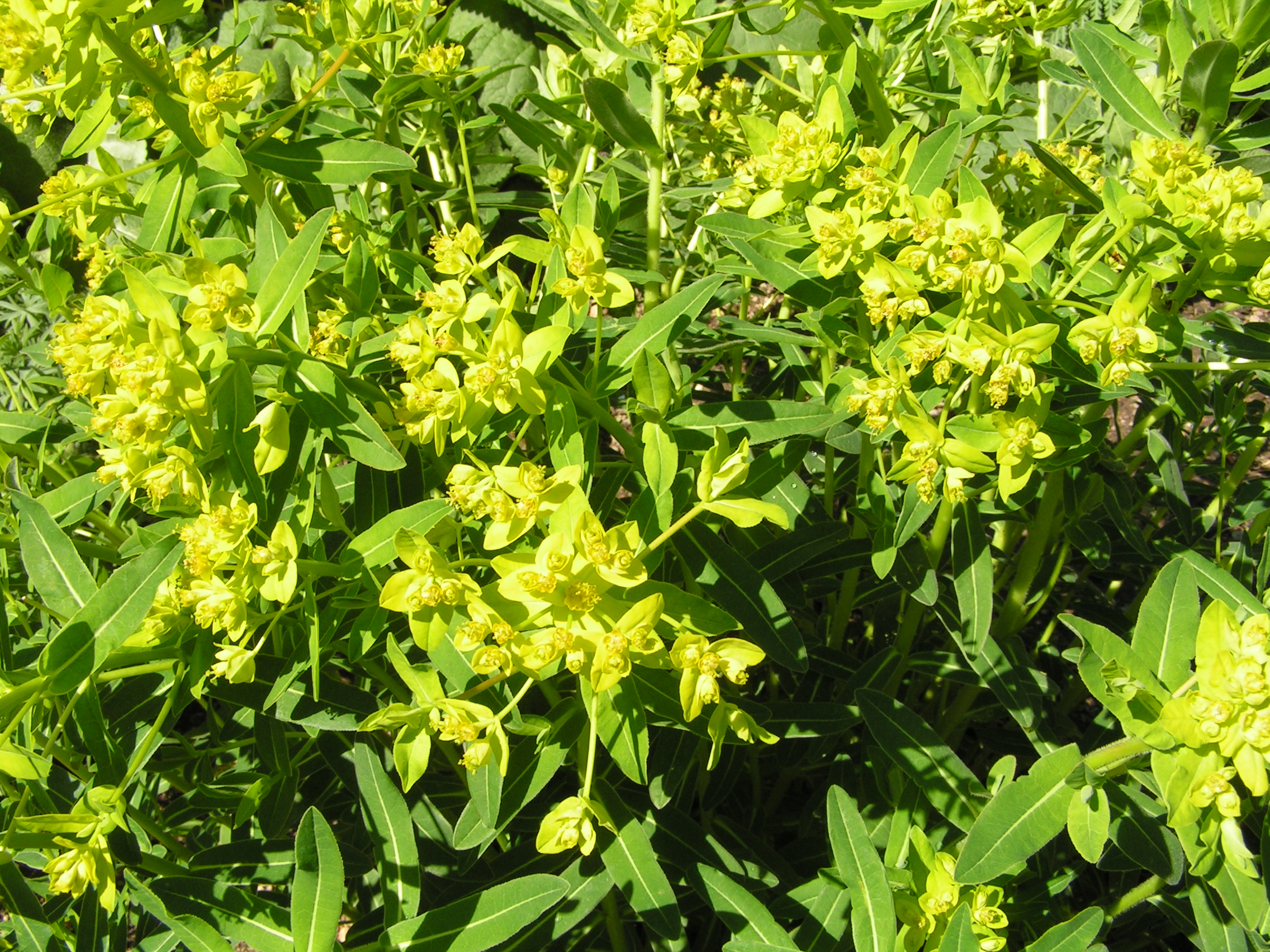
Соцветия

Корень длинный, ползучий, многоглавый.
Стебли высокие, прямостоячие, мелко-пушистые, густо олиственные, наверху ветвистые с 1—16 пазушными цветоносами, примерно одинаковой длины с поддерживающими их листьями, ниже часто с нецветущими ветвями.
Стеблевые листья сидячие, из коротко оттянутого основания ланцетовидные или продолговато-ланцетовидные, 5—8,5 см длиной, наиболее широкие посередине или чуть ниже, 0,7—2,5 см шириной, кверху суживающиеся, заострённые, но не остроконечные, с туповатой верхушкой, цельнокрайные, с обеих сторон густо и коротко желёзисто опушённые и тонко ресничные, бледно-зеленовато-жёлтые, на ветках из клиновидного основания обратно-ланцетовидные (5—15 мм шириной).
Верхушечные цветоносы в числе 6—18, 1,5—6 см длиной, как и пазушные — на конце повторно двураздельные. Листочки обёртки эллиптические или широко-ланцетовидные или яйцевидные, тупые, иногда коротко-остроконечные, во время цветения желтоватые; листочки обёрточек по два, из слегка сердцевидного основания почковидные или треугольно-почковидные, поперёк более широкие, тупые, остроконечные или заострённые, большей частью голые, во время цветения ярко-жёлтые; бокальчик около 3 мм длиной. Нектарники коротко-двурогие, лишь изредка поперечно-эллиптические без ножек, восково-жёлтые, впоследствии пурпуровые. Столбики 1,5—2 мм длиной, в нижней части сросшиеся, толсто-двулопастные. Цветёт в мае.
Плод — коротко-яйцевидный трёхорешник, около 3—5 мм длиной, неглубоко-трёхбороздчатый, с неясно-морщинистыми (едва точечно-бугорчатыми) лопастями. Семена шаровидно-яйцевидные, с дисковидным, округлым сидячим придатком.
Вид описан из Восточной Австрии, между городом Бруком-на-Лепте и Нейзидлерским озером.

## Распространение
Центральная Европа, Балканы (север); территория бывшего СССР: Украина (Причерноземье), Молдавия.
Растёт на лугах, в рощах и по лесным опушкам среди кустарников, по обочинам дорог, у изгородей и на пашнях.

## Таксономия
|  |                                      |  |                                                             |                                                             |                      |  | ещё 36 семейств (согласно Системе APG II), в том числе Маковые | ещё 36 семейств (согласно Системе APG II), в том числе Маковые |                         |  |  |  | ещё ≈2000 видов |
|  |                                      |  |                                                             |                                                             |                      |  | ещё 36 семейств (согласно Системе APG II), в том числе Маковые | ещё 36 семейств (согласно Системе APG II), в том числе Маковые |                         |  |  |  | ещё ≈2000 видов |
|  |                                      |  |                                                             | порядок Мальпигиецветные                                    |                      |  |                                                                |                                                                | род Молочай (Euphorbia) |  |  |  |                 |
|  |                                      |  |                                                             | порядок Мальпигиецветные                                    |                      |  |                                                                |                                                                | род Молочай (Euphorbia) |  |  |  |                 |
|  | отдел Цветковые, или Покрытосеменные |  |                                                             |                                                             | семейство Молочайные |  |                                                                |                                                                | вид Молочай иволистный  |  |  |  |                 |
|  | отдел Цветковые, или Покрытосеменные |  |                                                             |                                                             | семейство Молочайные |  |                                                                |                                                                |                         |  |  |  |                 |
|  |                                      |  | ещё 44 порядка цветковых растений (согласно Системе APG II) | ещё 44 порядка цветковых растений (согласно Системе APG II) |                      |  |                                                                | ещё >300 родов                                                 | ещё >300 родов          |  |  |  |                 |
|  |                                      |  |                                                             | ещё 44 порядка цветковых растений (согласно Системе APG II) |                      |  |                                                                |                                                                | ещё >300 родов          |  |  |  |                 |